# Schausia triplagiata
Schausia triplagiata är en fjärilsart som beskrevs av Rothschild 1896. Schausia triplagiata ingår i släktet Schausia och familjen nattflyn. Inga underarter finns listade.